# 五權路 (台中市區)
五權路（英語：Wuquan Rd.）為臺灣臺中市重要道路之一，大致呈C狀環繞臺中市中心，東連三民路、崇德路與錦南街五叉路口，南接五權南路。不分段。全線配置雙向四車道及中央安全島，民權路以南的路段則將中央安全島綠化。
五權南路北於復興路三段口銜接五權路，南接台63線高架橋（橋下的中投東、西路可和大里區樹王路及德芳路互通）。於忠明南路以南路段屬台63線中投公路。其中公園路與復興路三段之間的五權路路段部分，屬省道台1乙線。不分段。全線配置雙向四車道及中央安全島，三民西路至民生路的路段則將安全島綠化。

## 行經行政區域
- 北區
- 西區
- 南區

## 本道路客運
臺中市公車
- 本表更新時間為2017年1月20日。

| 編號  | 業者                       | 路線                                 | 行駛區間                                                                | 備註                                                  |
| ----- | -------------------------- | ------------------------------------ | ----------------------------------------------------------------------- | ----------------------------------------------------- |
| 5     | 全航客運                   | 臺中火車站－僑光科技大學             | 英才路－三民路                                                          |                                                       |
| 6     | 台中客運                   | 干城站－忠義里（中科實驗高中）       | 三民路－中清路                                                          |                                                       |
| 9     | 台中客運                   | 公共資訊圖書館－下湳加油站           | 中清路－三民路                                                          |                                                       |
| 11    | 台中客運 豐原客運 全航客運 | 綠能街車 （臺中火車站環線）          | 民權路－五權西路 學士路－錦南街                                         |                                                       |
| 18    | 統聯客運                   | 老虎城－興大附農                     | 學士路－錦南街                                                          |                                                       |
| 23    | 統聯客運                   | 中清同榮路口－市立大里高中           | 南屯路－美村路                                                          |                                                       |
| 25    | 中台灣客運                 | 忠信國小－僑光科技大學               | 學士路－三民路                                                          | 經臺中火車站                                          |
| 29    | 台中客運                   | 臺中監獄－仁友東站－臺中監獄         | 中清路－三民路                                                          | 本路線為單循環路線，仁友東站端無發車時刻              |
| 30    | 仁友客運                   | 嶺東科技大學－仁友東站－嶺東科技大學 | 南屯路－民權路（往仁友東站方向） 臺灣大道－南屯路（往嶺東科技大學方向） | 本路線為單循環路線，仁友東站端無發車時刻              |
| 35    | 台中客運                   | 僑光科技大學－南區區公所             | 學士路－三民路                                                          |                                                       |
| 40    | 豐榮客運                   | 臺中火車站－中台新村                 | 南屯路－民權路（往仁友東站方向） 臺灣大道－南屯路（往中台新村方向）     | 實際起站為干城站                                      |
| 45    | 仁友客運                   | 中科管理局－仁友東站－中科管理局     | 臺灣大道－民權路（往仁友東站方向）                                      | 本路線為單循環路線，仁友東站端無發車時刻              |
| 51    | 豐原客運                   | 莒光新城－圓山新村                   | 中清路－錦南街                                                          |                                                       |
| 56    | 統聯客運                   | 干城站－新烏日火車站                 | 五權西路－錦南街                                                        |                                                       |
| 61    | 統聯客運                   | 太平－臺中火車站－大雅清泉醫院       | 學士路－三民路                                                          | 實際起站為新光里（新福路）                            |
| 67    | 東南客運                   | 東海別墅－臺中火車站                 | 學士路－錦南街                                                          |                                                       |
| 70    | 台中客運                   | 嶺東科技大學－綠川東站－嶺東科技大學 | 中清路－三民路                                                          | 本路線為單循環路線，綠川東站端無發車時刻              |
| 71    | 台中客運                   | 臺中洲際棒球場－植物園（西屯路）     | 五權西路－民權路                                                        |                                                       |
| 73    | 統聯客運                   | 統聯轉運站－文英兒童公園             | 高工路－忠明南路                                                        |                                                       |
| 75    | 統聯客運                   | 臺中榮總－一江橋                     | 五權西路－林森路                                                        |                                                       |
| 81    | 統聯客運                   | 統聯轉運站－臺中火車站－太平         | 精武路－北屯路                                                          | 實際迄站為育賢立功路口                                |
| 89    | 豐榮客運                   | 嶺東科技大學－東門橋                 | 復興路－五權西路                                                        |                                                       |
| 101   | 台中客運                   | 水湳（敦化公園）－彰化火車站         | 中清路→民權路 中清路←臺灣大道                                           |                                                       |
| 108   | 台中客運                   | 港尾－南開科技大學校區               | 中清路－三民路                                                          | 經亞大醫院、亞洲大學                                  |
| 154   | 台中客運                   | 臺中女中－大甲區公所                 | 錦南街－中清路                                                          |                                                       |
| 281   | 中台灣客運                 | 臺中火車站－霧峰農工                 | 復興路－高工路                                                          | 不繞經新烏日火車站                                    |
| 281副 | 中台灣客運                 | 臺中火車站－霧峰農工                 | 復興路－高工路                                                          | 繞經新烏日火車站                                      |
| 500   | 台中客運 統聯客運          | 忠義里（中科實驗高中）－臺中火車站   | 三民路－中清路                                                          | 為中清綠幹線 僅平日尖峰時間行駛 僅停靠現今6路重點站位 |

## 沿線設施
| | |
| 三民路三段 - 中國醫藥大學附設醫院五權院區 - 中友百貨商圈 柳川 中清路 - 肯德基 臺灣大道一段、二段 - 國立臺中教育大學 - 梅川 英才路、林森路 - 臺中市大墩文化中心 - 國立台灣美術館 五權西路 南屯路 柳川 三民路一段 建國南、北路三段 - 台鐵台中線五權車站 復興路 - 國立公共資訊圖書館總館 | - 台中司法新廈（臺灣高等法院臺中分院、臺中高等行政法院） - 愛心花園（國立中興大學復興校區／附設醫院預定地之一） - 國立公共資訊圖書館 - 臺中市南區信義國民小學 忠明南路 中投公路高架橋段入口 中投東路、中投西路 |

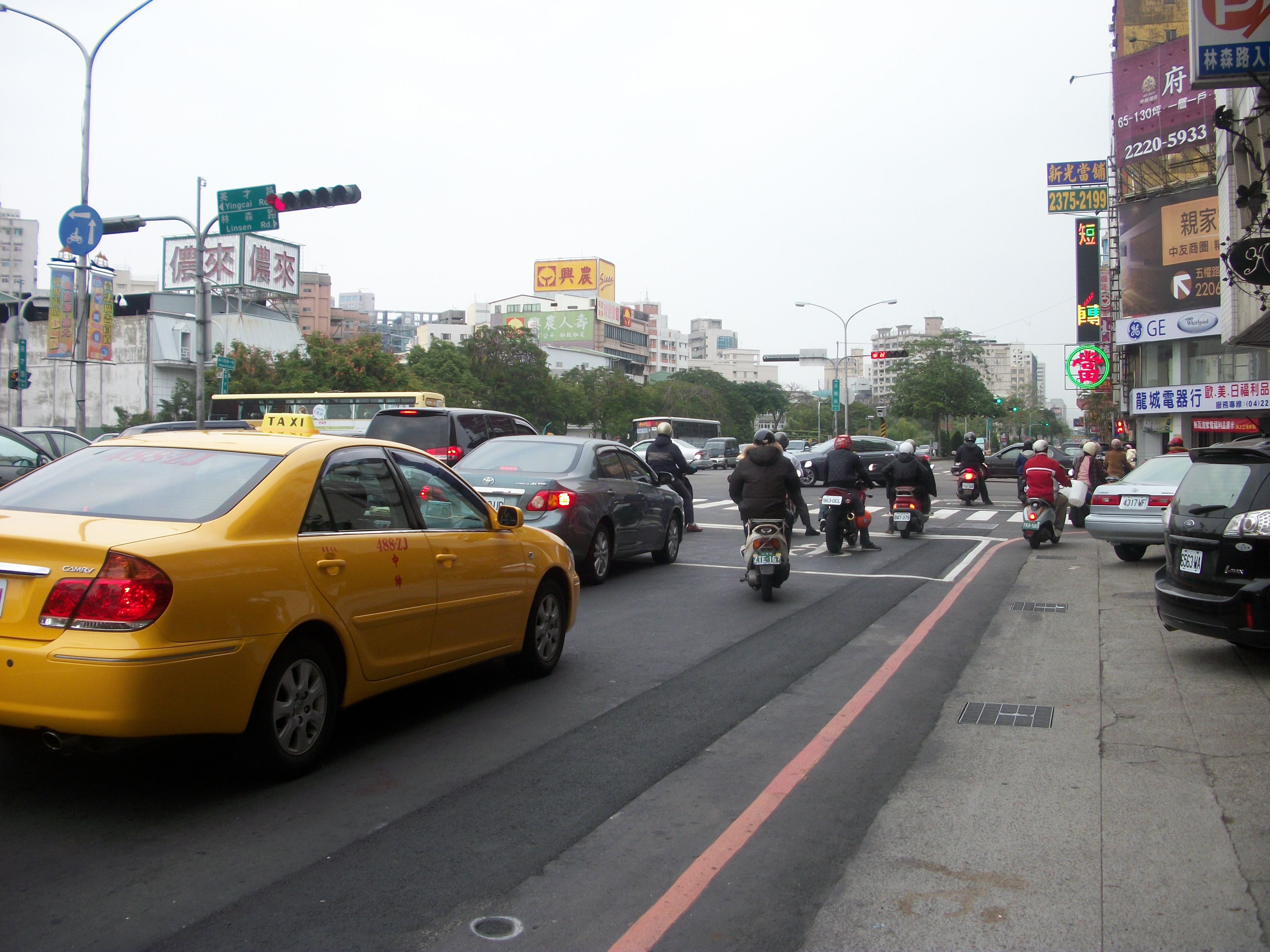
五權路與英才路口
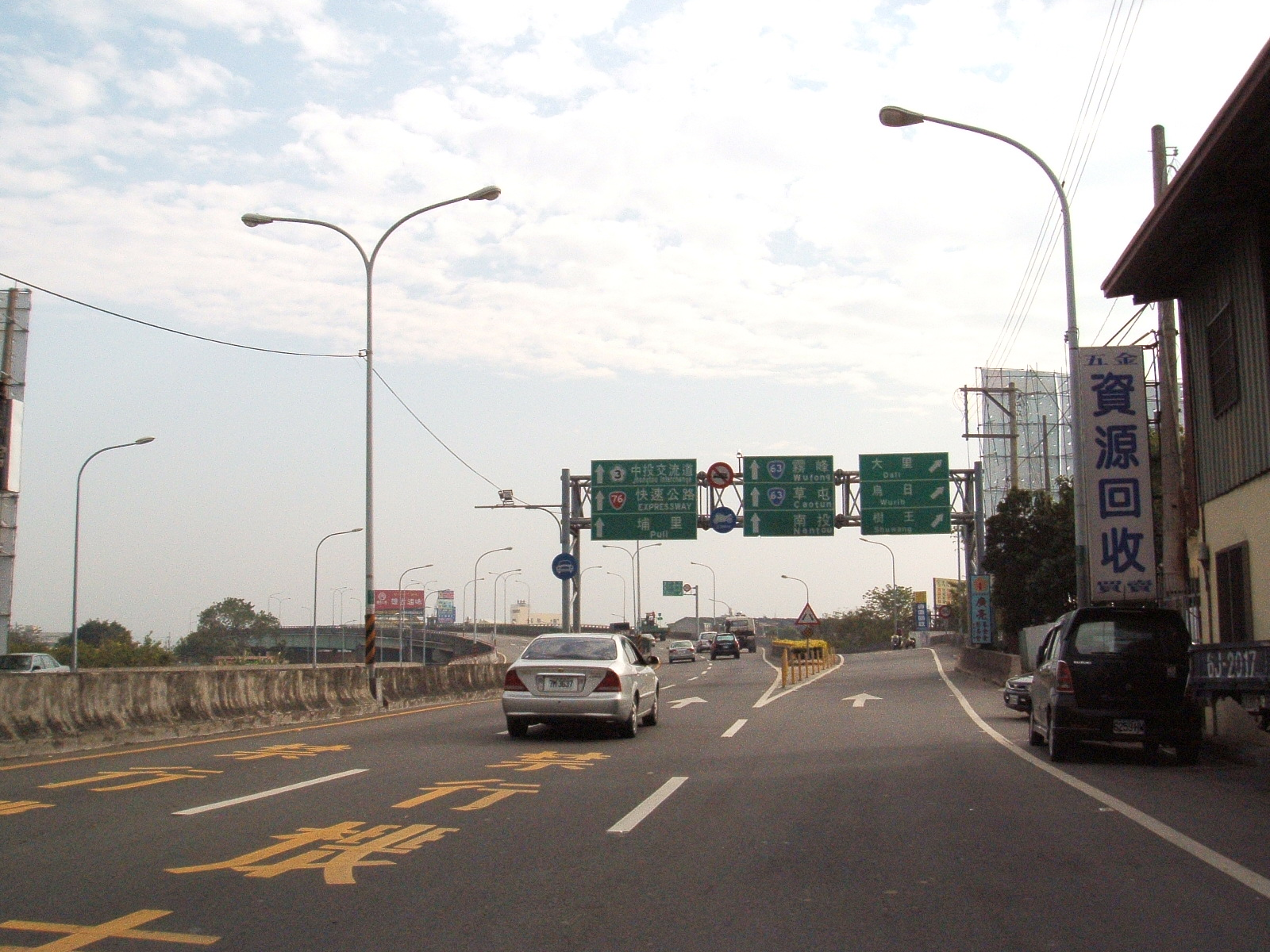
中投公路（五權南路終點）上高架橋入口
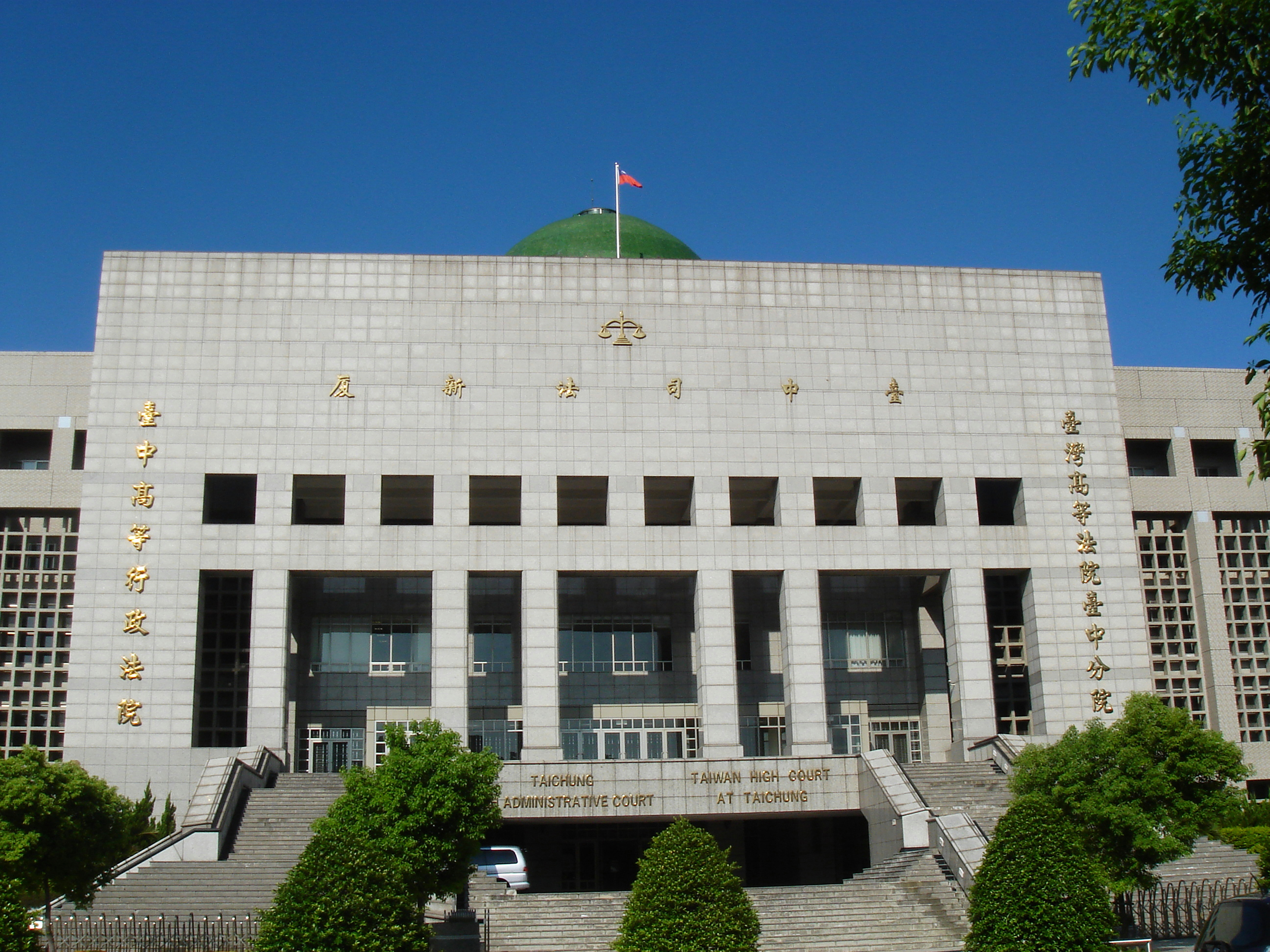
五權南路上的臺中司法新廈